# Adrian Iovan
Adrian Iovan (n. 8 iulie 1958, București, România – d. 20 ianuarie 2014, Petreasa, Horea, Alba, România) a fost un aviator român.

## Biografie
Adrian Iovan s-a născut în anul 1958.  A terminat Liceul Industrial nr. 10 „Aurel Vlaicu” din București, azi Colegiul Național „Aurel Vlaicu”, apoi Faculatea de Aeronave, pe care a absolvit-o ca șef de promoție.
S-a căsătorit prima dată la 26 de ani, mariaj din care a rezultat o fiică, ca apoi, în iulie 2003, să se căsătorească cu Romanița (născută Ciolcan), cunoscută creatoare de modă, cu care a avut împreună un fiu.
Și acest mariaj s-a încheiat cu divorț. 
În 2005, cuplul Adrian și Romanița Iovan a intrat în atenția presei din cauza unui incident: un hoț a pătruns noaptea prin efracție în locuința acestora. Adrian Iovan l-a împușcat mortal și a intrat sub incidența justiției care, în final, a apreciat că a fost în legitimă apărare.
A decedat la 20 ianuarie 2014, la 55 de ani, în accidentul aviatic din Munții Apuseni, 2014, din apropiere de localitatea Petreasa, Alba, accident din care a rezultat moartea a încă unei persoane și rănirea copilotului și a restului de patru pasageri. În calitate de comandant al echipajului, Iovan a fost declarat vinovat în totalitate pentru accident.
| Tip de avion | Ore de zbor     |
| ------------ | --------------- |
| IAR-823      | 42 h 24 min     |
| An-2         | 2245 h 57 min   |
| IL-18        | 1505 h 09 min   |
| B733/735/736 | 10 829 h 47 min |
| Piper PA-34  | 496 h 12 min    |
| BN-2A-27     | 42 h 17 min     |
| Cessna 172   | 99 h 24 min     |
| Total        | 15261 h 10 min  |